# Terre-de-Haut
Terre-de-Haut är en kommun i det franska utomeuropeiska departementet Guadeloupe i Västindien. År 2022 hade kommunen 1 479 invånare.

## Befolkningsutveckling
Antalet invånare i kommunen Terre-de-Haut
| Referens: INSEE |